# U-18-Fußball-Europameisterschaft 1994
Die 10. U-18-Fußball-Europameisterschaft wurde in der Zeit vom 24. bis 31. Juli 1994 in Spanien ausgetragen. Sieger wurde Portugal durch einen 4:1-Sieg im Elfmeterschießen gegen Deutschland. Titelverteidiger England konnte sich wie Österreich und die Schweiz nicht qualifizieren.

## Modus
Die acht qualifizierten Mannschaften werden auf zwei Gruppen zu je vier Mannschaften aufgeteilt. Innerhalb der Gruppen spielt jede Mannschaft einmal gegen jede andere. Die beiden Gruppensieger erreichen das Finale, während die Gruppenzweiten um den dritten Platz spielen. Die Gruppendritten spielen um den fünften europäischen Startplatz bei der Junioren-Fußballweltmeisterschaft 1995.

## Teilnehmer
Am Turnier nahmen folgende Mannschaften teil:
| - Deutschland - Frankreich - Niederlande - Portugal | - Russland - Schweden - Spanien (Ausrichter) - Belarus |

## Austragungsorte
Gespielt wurde in den Städten Almendralejo, Badajoz, Cáceres, Don Benito, Jerez und Mérida.

## Vorrunde

### Gruppe A
| Pl. | Land        | Sp. | S | U | N | Tore    | Diff. | Punkte |
| --- | ----------- | --- | - | - | - | ------- | ----- | ------ |
| 1.  | Portugal    | 3   | 3 | 0 | 0 | 006:100 | +5    | 09     |
| 2.  | Niederlande | 3   | 1 | 1 | 1 | 004:400 | ±0    | 04     |
| 3.  | Frankreich  | 3   | 1 | 0 | 2 | 006:700 | −1    | 03     |
| 4.  | Schweden    | 3   | 0 | 1 | 2 | 002:600 | −4    | 01     |

|                             |   |             |     |
| 24. Juli 1994 in Caceres    |   |             |     |
| Portugal                    | – | Frankreich  | 3:1 |
| 24. Juli 1994 in Badajoz    |   |             |     |
| Niederlande                 | – | Schweden    | 1:1 |
| 26. Juli 1994 in Don Benito |   |             |     |
| Niederlande                 | – | Frankreich  | 3:2 |
| 26. Juli 1994 in Caceres    |   |             |     |
| Portugal                    | – | Schweden    | 2:0 |
| 28. Juli 1994 in Don Benito |   |             |     |
| Frankreich                  | – | Schweden    | 3:1 |
| 28. Juli 1994 in Merida     |   |             |     |
| Portugal                    | – | Niederlande | 1:0 |

### Gruppe B
| Pl. | Land        | Sp. | S | U | N | Tore    | Diff. | Punkte |
| --- | ----------- | --- | - | - | - | ------- | ----- | ------ |
| 1.  | Deutschland | 3   | 2 | 0 | 1 | 007:300 | +4    | 06     |
| 2.  | Spanien     | 3   | 2 | 0 | 1 | 009:600 | +3    | 06     |
| 3.  | Russland    | 3   | 2 | 0 | 1 | 007:700 | ±0    | 06     |
| 4.  | Belarus     | 3   | 0 | 0 | 3 | 002:700 | −5    | 0      |

|                               |   |             |     |
| 24. Juli 1994 in Almendralejo |   |             |     |
| Spanien                       | – | Russland    | 4:2 |
| 24. Juli 1994 in Jerez        |   |             |     |
| Deutschland                   | – | Belarus     | 3:0 |
| 26. Juli 1994 in Jerez        |   |             |     |
| Russland                      | – | Deutschland | 2:1 |
| 26. Juli 1994 in Almendralejo |   |             |     |
| Spanien                       | – | Belarus     | 4:1 |
| 28. Juli 1994 in Badajoz      |   |             |     |
| Russland                      | – | Belarus     | 3:2 |
| 28. Juli 1994 in Caceres      |   |             |     |
| Deutschland                   | – | Spanien     | 3:1 |

## WM-Qualifikation
|                          |   |            |     |
| 31. Juli 1994 in Badajoz |   |            |     |
| Russland                 | – | Frankreich | 2:0 |

## Finalrunde

### Spiel um Platz drei
|                         |   |             |     |
| 31. Juli 1994 in Merida |   |             |     |
| Spanien                 | – | Niederlande | 5:2 |

### Finale
|                         |   |             |                      |
| 31. Juli 1994 in Merida |   |             |                      |
| Portugal                | – | Deutschland | 1:1 n. V., 4:1 i. E. |

## Entscheidungen
Portugal ist zum ersten Mal U-18-Fußball-Europameister.
Die Siegerelf: Silva Sampao – Madureira, Viana, Cruz (Magalhaes), Mendonca, D'Aqua (Lopes), Boia Lopes, Teixeira, Ferreira, Soares, Deus
Deutschland spielte mit: Simon Jentzsch – Sebastian Hahn – Mustafa Doğan, Marcell Fensch – Marcus Wedau, Carsten Hinz, Frank Gerster, Michael Bochtler – Lars Ricken – Marco Küntzel (81. André Schuster), Kai Michalke (75. Roland Regenbogen)
Frank Gerster hatte die DFB-Junioren in der 34. Minute in Führung gebracht, den Ausgleichstreffer für die im Elfmeterschießen siegreichen Portugiesen erzielte in Minute 64 Viana.
Neben Portugal qualifizierten sich Deutschland, die Niederlande, Russland und Spanien für die Junioren-Fußballweltmeisterschaft 1995.